# جون سميث مردوخ
جون سميث مردوخ (بالإنجليزية: John Smith Murdoch)‏ هو مهندس معماري أسترالي، ولد في 29 سبتمبر 1862، وتوفي في 21 مايو 1945 في Brighton, Victoria ‏ في أستراليا.